# Акшиганак (село)
Акшиганак (каз. Ақшығанақ) — село в Джангельдинском районе Костанайской области Казахстана. Административный центр Акшиганакского сельского округа. Код КАТО — 394237100.

## Население
В 1999 году население села составляло 1308 человек (674 мужчины и 634 женщины). По данным переписи 2009 года, в селе проживало 1299 человек (666 мужчин и 633 женщины).